# Hermandad del Cristo de los Remedios (Moguer)
La Hermandad y Cofradía de Nazarenos del Santo Cristo de los Remedios y Nuestra Señora del Santo Rosario es una cofradía del pueblo de Moguer, en Huelva (España).
- Conocida popularmente como "Hermandad del Cautivo o del Cristo de los Remedios".
- Fundada el 13 de enero de 1577, la primitiva Hermandad del Rosario. El Cristo de los Remedios el año 1697. Reorganizada en el año 1999.
- Sede: Convento de San Francisco.
- Horario procesional: 20:30 hasta las 00/01 horas.
- Penitentes: Las túnicas y antifaz son marfil, la capa de color burdeos y el cingulo de cuerda. El escudo se sitúa en el antifaz, a la altura del pecho.
- Imágenes: Las actual imagen del Cristo de los Remedios fue realizada, en 1998. La imagen de Nuestra Señora del Santo Rosario es de 1993, y fue realizada por Valentín Díaz Delgado y José Manuel Picón. El sumo sacerdote es obra de José María Leal Bernáldez (2006).
- Pasos: La procesión consta de 2 pasos. El primer paso porta el Santo Cristo de los Remedios acompañado por un guardia romano y el sumo sacerdote. El segundo paso porta a Nuestra Señora del Santo Rosario bajo palio.

El Cristo de los Remedios estuvo, desde su aparición el 23 de diciembre de 1560, muy vinculado a los barrios y gentes de la mar. Durante el primer cuarto del siglo XX, la antigua hermandad del Rosario, procesionaba el Domingo de Ramos, hasta que se quemaron las imágenes en la Guerra Civil. La nueva Hermandad reorganizada hizo su primera salida procesional el año 2002 con el Cristo de los Remedios; ya en 2011 ha salido acompañando al Cristo, la virgen Nuestra Señora del Santo Rosario.

## Historia

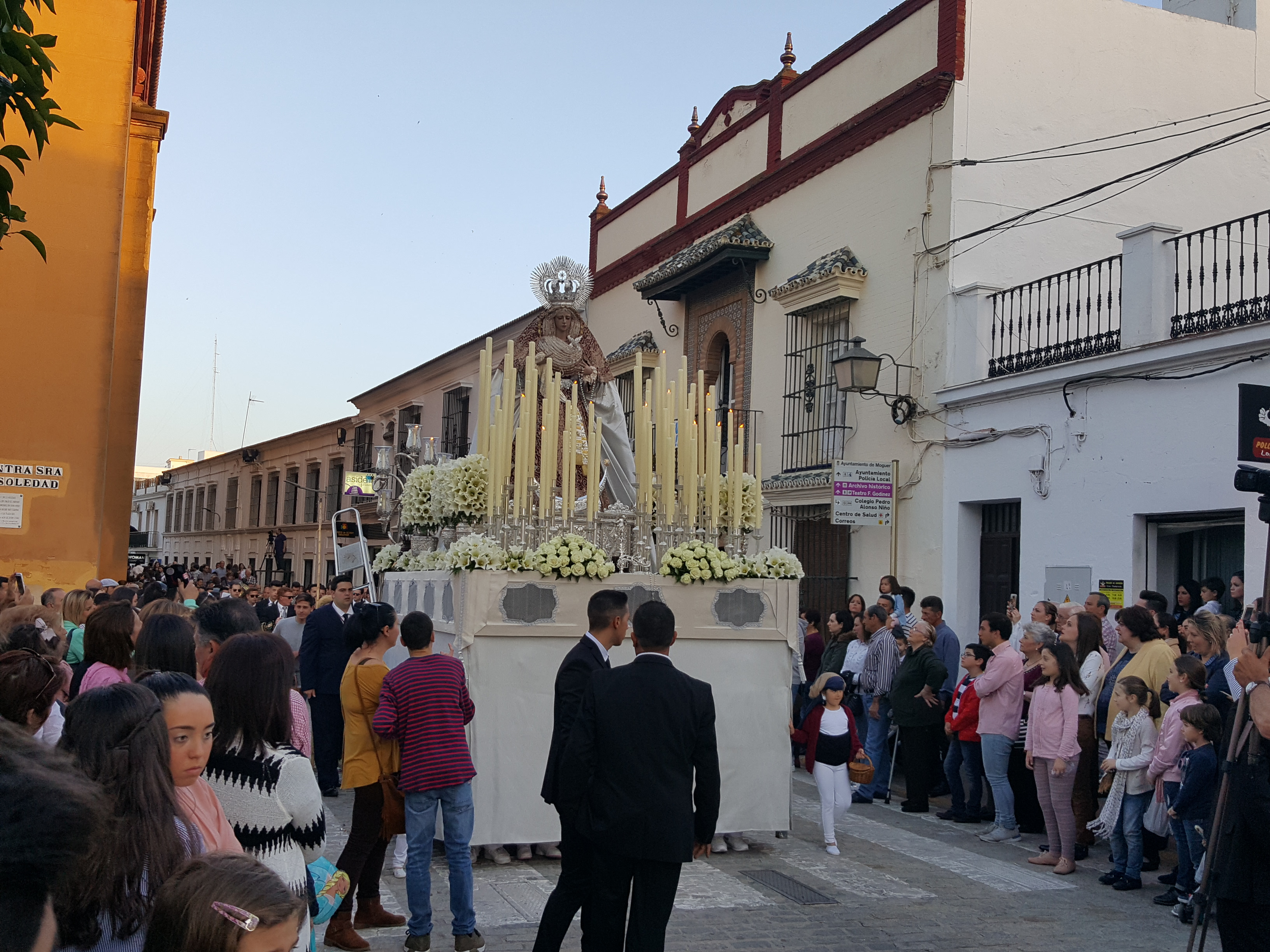
Paso Virgen del Rosario.